# Tiraggio
Il tiraggio, in fotografia, è la distanza tra il piano focale (piano pellicola o sensore digitale) e il piano del bocchettone d'innesto per gli obiettivi, che sono piani perfettamente paralleli. Il termine è quindi di interesse soltanto per gli apparecchi con obiettivi intercambiabili.

## Caratteristiche
Il valore del tiraggio è un parametro di progetto e di costruzione delle ottiche, che include spesso e volentieri anche la forma dell'innesto (Baionetta, a Vite, ecc), quindi è una specifica del sistema fotocamera-obiettivo. Tendenzialmente ogni casa produttrice adotta uno o più valori personalizzati per i suoi sistemi, per cui risulta più difficile o impossibile l'interscambio di ottiche tra marche o sistemi differenti. Nell'arco degli anni della fotografia (ma anche del cinema) ci sono stati comunque vari tentativi di creare ed utilizzare valori di tiraggio e innesti standardizzati o universali, come ad esempio l'innesto a vite M42 oppure il Leica LTM o il C-mount o il 4:3 e il Micro 4:3 o il T e T2, o la baionetta Pentax K ed altri, a cui aderivano o aderiscono tuttora diversi produttori.
In commercio poi si trovano anche molteplici anelli adattatori per montare obiettivi con diversi innesti. La precondizione geometrica generale è, se si vuole poter scattare anche su soggetti distanti, che il tiraggio dell'ottica montata sia superiore al tiraggio del corpo macchina di innesto diverso sul quale si desidera montarlo; e che la differenza fra i due valori di tiraggio sia adeguata a permettere l'interposizione di un anello adattatore specifico (con una importante eccezione come vedremo più sotto).
Guardando la tabella, se il tiraggio del sistema che accetta le lenti fosse più corto di quello del sistema delle lenti, è sufficiente e spesso disponibile un anello adattatore per montare gli obiettivi con maggior tiraggio su corpi con minor tiraggio. Nelle altre casistiche è spesso necessario un anello adattatore munito di una lente correttiva, senza la quale non sarebbe possibile mettere a fuoco gli oggetti all'infinito, nonostante sia comunque ancora possibile mettere a fuoco gli oggetti più vicini e in pratica spesso questi adattamenti vengono utilizzati per le riprese macro o primi piani. Ad esempio, se non vengono utilizzati adattatori con lenti correttive, montando le ottiche Canon FL o FD con tiraggio di 42 mm, su macchine Canon EOS con tiraggio di 44 mm, si perde la messa a fuoco all'infinito. Oppure è anche impraticabile realizzare anelli di raccordo abbastanza sottili e robusti per montare ad esempio ottiche Rollei-QBM (tiraggio 44,60 mm) su corpi macchina Minolta AF o Sony Alpha (tiraggio 44,50 mm). La soluzione con lente correttrice (di norma convergente) è però caldamente sconsigliata dai tecnici, perché detta lente per non inficiare troppo la correzione delle aberrazioni ottiche e geometriche ottenuta progettualmente per le ottiche da adattare dovrebbe essere diversa e personalizzata (ricalcolata come tipo di vetro, indici di rifrazione e dispersione, curvature anche a parità di lunghezza focale risultante) per ogni singolo modello di obiettivo da adattare, il che renderebbe l'operazione del tutto priva di senso ed antieconomica.
In pochi casi, come per ottiche col passo a vite universale 42x1 (tiraggio 45,46 mm) da montare su corpi macchina con baionetta K (e le sue successive evoluzioni KA/KAF/KAF2/KAF3), è possibile utilizzare un anello di raccordo, malgrado il tiraggio di quest'ultimo standard sia il medesimo: questo perché l'anello adattatore si inserisce perfettamente dentro al bocchettone, appoggiandosi alle flange interne della baionetta, senza che la posizione del piano d'appoggio dell'ottica venga alterata.
Ciò ha costituito una precisa e consapevole scelta progettuale, proprio come nel caso della baionetta M utilizzata per le più nuove Leica a telemetro (dal 1953) e decisa con un tiraggio inferiore (27,80 mm) perché permettesse una perfetta retrocompatibilità delle più vecchie ottiche Leica a vite con tiraggio maggiore (28,80 mm).
Nei casi in cui è sufficiente un adattatore semplice, la qualità dell'immagine resta invariata, in quanto si tratta di un semplice tubo di prolunga, mentre nei casi in cui è necessario l'uso di una lente correttiva all'interno del tubo, la qualità dell'immagine come detto necessariamente ne risente, pur in proporzione alla qualità della lente.
In molti casi di questi adattamenti, si perdono quasi tutti gli automatismi, tipo la stabilizzazione sulla lente o la messa a fuoco automatica ed inoltre, molti obiettivi moderni non permettono nemmeno la regolazione manuale del diaframma se non collegati elettricamente. Negli ultimi anni, soprattutto per i sistemi digitali, sono stati comunque creati degli adattatori in grado di conservare i comandi elettronici; un esempio è l'adattatore per ottiche Canon EF su corpi Sony E, che mantiene la messa fuoco e la gestione del diaframma.
Per il resto, dove è possibile, si possono utilizzare spesso le regolazioni meccaniche, manualmente. E ormai, con le nuove e più versatili fotocamere a corto tiraggio mirrorless, è possibile l'utilizzo di quasi tutto il parco ottiche meccaniche, costruito dal 1840 ad oggi.
Negli apparecchi a corpi mobili (es: banco ottico), la misura del tiraggio dipende sostanzialmente dalle ottiche, in quanto la compressione/estensione del soffietto che divide le due piastre (porta-lastre e porta-ottica) è variabile dall'operatore in maniera del tutto flessibile rispetto alle fotocamere coi corpi fissi.

## Tiraggio di vari sistemi fotografici
| Sistema                         | Tiraggio in mm |
| ------------------------------- | -------------- |
| Pentax Q mount                  | 9,20           |
| CS mount (a vite)               | 12,50          |
| Nikon Z mount                   | 16,00          |
| Nikon 1 (CX) mount              | 17,00          |
| C mount (a vite)                | 17,526         |
| Fujifilm X mount                | 17,70          |
| Canon EF-M mount                | 18,00          |
| Sony E mount                    | 18,00          |
| Micro 4:3                       | 19,25          |
| Canon RF mount                  | 20,00          |
| L-Mount (Leica/Panasonic/Sigma) | 20,00          |
| Samsung NX                      | 25,50          |
| Leica M                         | 27,80          |
| Leica LTM (vite 39mm)           | 28,80          |
| Olympus Pen                     | 28,95          |
| Contax G mount                  | 29,00          |
| Contax RF - Nikon S             | 34,85          |
| Minolta V (APS)                 | 36,00          |
| 4:3 (quattroterzi)              | 38,58          |
| Konica F                        | 40,50          |
| Miranda Bayonet/M44             | 41,46          |
| Canon FL/FD                     | 42,00          |
| Fujica X                        | 43,50          |
| Minolta MD                      | 43,50          |
| Canon EF/ EF-S                  | 44,00          |
| Sigma SA                        | 44,00          |
| Praktica (baionetta P/B)        | 44,40          |
| Minolta AF/Sony Alpha           | 44,50          |
| Rollei QBM                      | 44,60          |
| Exakta (35mm) / Topcon          | 44.70          |
| M39 (a vite) - ZM39             | 45,46          |
| M42 (a vite)                    | 45,46          |
| Pentax K                        | 45,46          |
| Contax/Yashica (C/Y)            | 45,50          |
| DKL mount                       | 45,70          |
| Yashica MA                      | 45,80          |
| Olympus OM                      | 46,00          |
| Nikon F                         | 46,50          |
| Leica R                         | 47,00          |
| Arri STD-B-PL                   | 52,00          |
| Mini T - T - T2 mount           | 55,00          |
| Novoflex A mount                | 63,30          |

## Il tiraggio e gli errori di messa a fuoco
Il front/back focus non è da confondere con i problemi di messa a fuoco causati da un errato tiraggio.
Usare un tiraggio più lungo del dovuto (in relazione al progetto dell'ottica) rende impossibile la messa a fuoco all'infinito mentre accorcia la minima distanza di messa a fuoco. In pratica è quello che si realizza utilizzando i tubi macro o un comune soffietto di estensione.
Un tiraggio più corto invece agisce mandando la messa a fuoco oltre l'infinito e allungando la minima distanza utile. Anche in questi casi la messa a fuoco di un sistema ben tarato funziona comunque garantendo la massima precisione nel campo disponibile, sia in manual focus che con l'autofocus.
Se il front/back focus avviene in manual focus è dovuto ad una staratura della battuta dello specchietto primario, che su molti modelli di reflex si regola ruotando con una chiavetta a brugola la camma di battuta dello specchio. Il front/back focus in automatismo può avvenire sia per staratura dell'appoggio dello specchio secondario (dietro lo specchio principale un secondo specchio invia l'immagine ai sensori di messa a fuoco, anche questo si regola di solito come lo specchio principale), sia per l'azione del primo specchio sul percorso ottico, azione che potrebbe incidere in maniera diversa su ottiche diverse. Molte reflex moderne hanno infatti previsto la correzione della messa a fuoco via software con memoria per vari obiettivi.